# انرژی خورشیدی در تگزاس

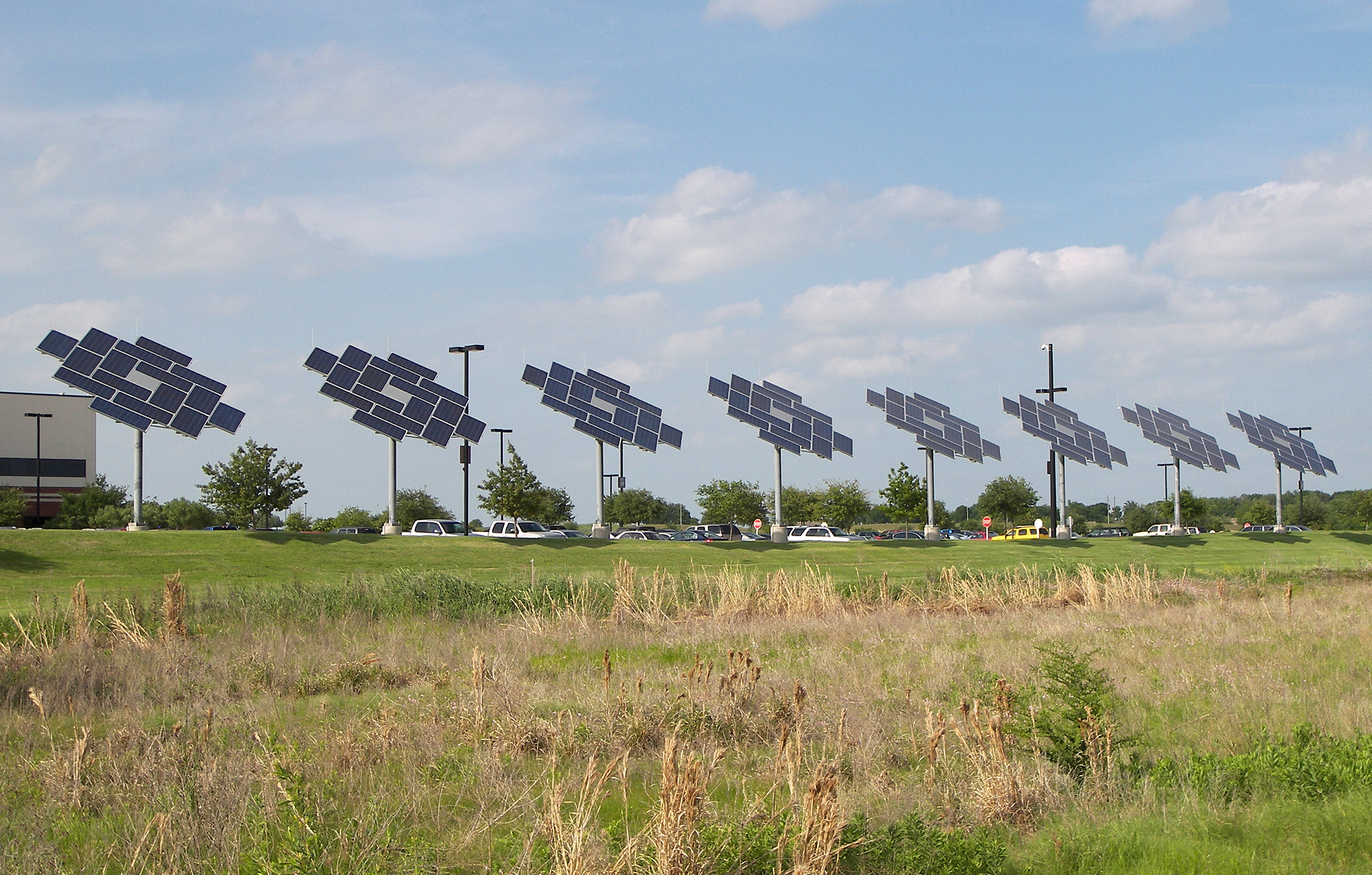
صفحات خورشیدی در آستین

انرژی خورشیدی در تگزاس، همراه با انرژی باد، این توانایی را به تگزاس داده‌است تا در بلندمدت به عنوان یک ایالت صادر کننده انرژی شناخته شود. بخش غربی این ایالت به ویژه دارای مناطق فراوان با فضاهای باز است و از بزرگترین پتانسیل‌های خورشیدی و باد را در ایالات متحده داراست. فعالیت‌های توسعه ای نیز به واسطه قابلیت دسترسی نسبتاً ساده و نیز قابلیت انتقال و دسترسی مناسب، تسهیل می‌شود.

## آمار

### ظرفیت نصب شده
| ظرفیت برق متصل به شبکه در تگزاس (مگاوات) | ظرفیت برق متصل به شبکه در تگزاس (مگاوات) | ظرفیت برق متصل به شبکه در تگزاس (مگاوات) | ظرفیت برق متصل به شبکه در تگزاس (مگاوات) |
| سال                                      | ظرفیت                                    | تغییرات                                  | ٪ تغییرات                                |
| ---------------------------------------- | ---------------------------------------- | ---------------------------------------- | ---------------------------------------- |
| ۲۰۰۷                                     | ۳٫۲                                      |                                          |                                          |
| ۲۰۰۸                                     | ۴٫۴                                      | ۱٫۲                                      | ۳۸٪                                      |
| ۲۰۰۹                                     | ۸٫۶                                      | ۴٫۲                                      | ۹۵٪                                      |
| ۲۰۱۰                                     | ۳۴٫۵                                     | ۲۵٫۹                                     | ۳۰۱٪                                     |
| ۲۰۱۱                                     | ۸۵٫۶                                     | ۵۱٫۱                                     | ۱۴۸٪                                     |
| ۲۰۱۲                                     | ۱۴۰٫۳                                    | ۵۴٫۷                                     | ۶۴٪                                      |
| ۲۰۱۳                                     | ۲۱۵٫۹                                    | ۷۵٫۶                                     | ۵۴٪                                      |
| ۲۰۱۴                                     | ۳۸۷                                      | ۱۲۹                                      | ۷۹٪                                      |
| ۲۰۱۵                                     | ۵۹۴                                      | ۲۰۷                                      | ۵۳٪                                      |
| ۲۰۱۶                                     | ۱۲۶۹                                     | ۶۷۵                                      | ۱۱۳٪                                     |
| ۲۰۱۷                                     | ۱۹۸۲                                     | ۷۱۳                                      | ۵۶٪                                      |
| ۲۰۱۸                                     | ۲۹۲۵                                     | ۹۴۳                                      | ۴۸٪                                      |